# Dipoena waspucensis
Dipoena waspucensis là một loài nhện trong họ Theridiidae.
Loài này thuộc chi Dipoena. Dipoena waspucensis được Herbert Walter Levi miêu tả năm 1963.